# 기타노 마사지

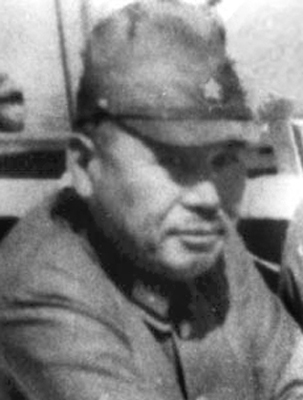
기타노 마사지

기타노 마사지(일본어: 北野 政次, 1894년 7월 14일 ~ 1986년 5월 17일) 은 일본제국 육군의 군인이다. 군의관으로서 육군 중장이며, 의학박사이다. 인체에 대한 생체실험으로 악명높았던 731부대에서 근무하였다. 당시 만주에서 유행한 유행성출혈열에 대해 연구했는데 유행성균을 원숭이에게 주입해 결과를 알아보는 논문을 남겼다. 다른 관련자와 마찬가지로 아무 처벌도 받지 않고 일본에 돌아왔다.

## 약력
- 1919년 도쿄제국대학 의과대학 졸업
- 1921년 육군 중위 군의관으로 임관
- 1932년 8월 제1위수병원(군병원) 및 육군성 군의국에서 근무. 이후 병원근무를 중단 후 육군군의학교 교관을 겸함

- 1936년 만주국으로 파견되어 만주의과대학 세균학 교수로 부임
- 1942년 731부대에 취임. 이어 1945년 3월 1일까지 이시이 시로(石井四郎)를 대신하여 제2대 731부대장에 취임.

- 1945년 4월 30일 육군 중장으로 승진. 지나파견군 제13군의부장에 임명
- 1945년 8월 종전이후 상하이에 포로로 압송되어 수용소에 수용.
- 1946년 1월 석방되어 귀국
- 1959년 제약회사인 미도리쥬지 이사 및 도쿄 공장장에 취임. 이시이 시로의 장례위원장을 맡음.
- 1986년 92세의 나이로 사망.